# Pemandro
En la mitología griega, Pemandro, era el hijo de Queresileo y Estratónice. Fue fundador de Tanagra, ciudad cuyo nombre se debía a la náyade Tanagra, su mujer. Tuvieron dos hijos, Leucipo y Efipo.

## Mitología
Pemandro estaba siendo atacado por los aqueos en un lugar llamado Estefonte, por haber rechazado apoyarlos en la guerra de Troya. Huyó por la noche para fortificar Pemandria, su pueblo, pero Policrito, un maestro de obras, se burló de las fortificaciones. Pemandro, indignado, le tiró una piedra, pero se desvió y le dio a su propio hijo Leucipo, quién murió. Por el asesinato, de acuerdo con la ley, Pemandro tuvo que dejar Beocia, y toda la zona quedó ocupada por los aqueos. Ante la mediación de su hijo Efipo, fue acompañado por Aquiles —a pesar de que este había raptado a Estratónice, la madre de Pemandro—, Tlepólemo y Peneleo a la ciudad de Calcis, donde finalmente Elefénor lo purificó por la muerte de Leucipo. Por ello, agradecido, Pemandro ordenó la creación de recintos sagrados en honor de sus acompañantes.